# GFER
GFER‏ (Growth factor, augmenter of liver regeneration) هوَ بروتين يُشَفر بواسطة جين GFER في الإنسان.